# 뤼시앵 레비브륄
뤼시앙 레비브륄(프랑스어: Lucien Lévy-Bruhl, 1857년 4월 10일 ~ 1939년 3월 13일)는 19세기 말부터 20세기 초까지 활동한 프랑스의 철학자이자 사회학자이다. 파리의 유대인 가정에서 태어났다. 1879년 고등사범학교 졸업. 1885년 리세 루이르그랑의 철학교수, 1895년 고등사범학교의 강사가 되었다. 1898년 소르본 대학으로 옮겨 1902년부터 철학사 강좌를 담당, 1908년 이 강좌의 정교수가 되었다.
1900년 무렵까지는 전적으로 콩트의 실증주의를 계승하는 철학자로서 철학사를 연구하고 《오귀스트 콩트의 철학》(1900) 등을 저술했으나 그 후로 사회학적 연구에 착수했다. 그는 뒤르켐 학파의 멤버가 아니었고, 어떤 점에 대해서는 그들의 비판을 받기는 하였으나, 뒤르켐의 영향을 받았으며 양자 사이에는 중요한 유사성이 있다. 특히 사회적 사실로서의 도덕에 관한 과학을 세우려는 지향에서 이를 볼 수 있다. 그러나 그의 명성을 높인 것은 미개사회의 사유구조에 대한 일련의 연구로, 그중에서도 《미개사회의 사유》(Les fonctions mentales dans les sociétés inférieures)가 저명하며, 이 책은 새로운 학문영역을 개척한 독자적 업적으로서 그 후의 문화인류학에 큰 영향을 미쳤다.

## 미개사회의 사유
레비브륄의 주저인 《미개사회의 사유》의 '서론'은 주로 타일러를 대표자로 하는 영국 인류학파의 원시인의 심성을 영혼설에 의해 설명하는 견해에 대한 비판에 할당되고 있으며, 이것은 이 책에 일관된 기조가 된다. 이 책은 원시인의 심적 구조에 독창적인 접근을 시도한 것으로 학계에 커다란 파문을 일으켰으나 많은 비판을 받기도 했다. 예컨대 근대적 사유가 미개적 사유부터 발생했다고 생각하는 뒤르켐 학파는 양자를 전혀 이질적인 논리구조를 갖는 것으로 생각한 이 책을 비판하였다.
전체는 4부로 되어 있는데, 제1부는 원시인의 심성이 근대인의 심성으로부터는 유추할 수 없는 전혀 별개의 신비적 성격을 가지며 이러한 신비적 성격은 사물간이나 주체와 객체간의 구별을 인정하지 않는 데서 유래하는 것이며, 이러한 심성은 전논리적인 것임을 설명하고 있다. 제2부는 위의 사실을 원시인의 언어와 산수에 의해 검증하고, 제3부에서는 원시적인 여러 제도에 대해 검증한다. 제4부는 이 원시 심성으로부터의 이탈과정과 그럼에도 불구하고 이 전논리적 심성이 강인하게 남아서 이중의 심적 구조를 형성한다는 것을 주장하고 있다.

## 집단 표현
레비브륄(Lévy-Bruhl)의 사상, 특히 집단 표현의 개념과 참여 신비주의는 칼 융(C.G. Jung)의 심리학적 이론에 영향을 미쳤다.

## 참고 문헌
- 이 문서에는 다음커뮤니케이션(현 카카오)에서 GFDL 또는 CC-SA 라이선스로 배포한 글로벌 세계대백과사전의 내용을 기초로 작성된 글이 포함되어 있습니다.

1. ↑  Archetypal statements are based upon instinctive precondiand have nothing to do with reason; they are neither rationally grounded nor can they be banished by rational arguments. They have always been part of the world scene -representations collectives, as Levy-Bruhl rightly called them. (Memories, Dreams, Reflections- Chapter 12-Last Thoughts III ,P353,C.G. Jung)